# Elia Cmíral
Elia David Cmíral est un compositeur tchèque de musiques de films né le 1er octobre 1950 en Tchécoslovaquie.

## Filmographie

### Cinéma

#### Longs métrages
- 1986 : På liv och död de Marianne Ahrne
- 1988 : Apartment Zero de Martin Donovan
- 1988 : En Hundsaga de Jaromir Wesely
- 1993 : (Sökarna) de Peter Cartriers et Daniel Fridell
- 1995 : Cesta peklem de Martin Hollý
- 1996 : Somebody Is Waiting de Martin Donovan
- 1998 : Ronin de John Frankenheimer
- 1999 : Stigmata de Rupert Wainwright
- 1999 : The Wishing Tree d'Ivan Passer
- 2000 : Six-Pack d'Alain Berberian
- 2000 : Battlefield Earth (Battlefield Earth: A Saga of the Year 3000) de Roger Christian
- 2001 : Bones d'Ernest R. Dickerson
- 2002 : Le Peuple des ténèbres (They) de Robert Harmon et Rick Bota
- 2003 : Détour mortel (Wrong Turn) de Rob Schmidt
- 2003 : Son of Satan de John Kovac
- 2004 : La Mutante 3 (Species III ) de Brad Turner (video)
- 2005 : Iowa de Matt Farnsworth
- 2005 : The Mechanik de Dolph Lundgren
- 2005 : Le Sang du diamant (The Cutter) de William Tannen
- 2006 : Voyage jusqu'au bout de la nuit (Journey to the End of the Night) d'Eric Eason
- 2006 : Pulse de Jim Sonzero
- 2007 : Les Faucheurs (The Deaths of Ian Stone) de Dario Piana
- 2007 : Tooth and Nail de Mark Young
- 2007 : Missionary Man de Dolph Lundgren
- 2008 : Pulse 2ːAfterlife de Joel Soisson (video)
- 2008 : Splinter de Toby Wilkins
- 2008 : Pulse 3 de Joel Soisson (video)
- 2009 : Forget Me Not de Tyler Oliver
- 2010 : The Killing Jar de Mark Young
- 2010 : Habermann de Juraj Herz
- 2010 : Lost Boys: The Thirst de Dario Piana (video)
- 2011 : Atlas Shrugged: Part I de Paul Johansson
- 2012 : Rites of Passage de W. Peter Iliff
- 2012 : Piranha 2 3D (Piranha 3DD) de John Gulager
- 2012 : Ultimate Endgame (Wicked Blood) de Mark Young (video)
- 2014 : Cam2Cam de Joel Soisson
- 2014 : Atlas Shrugged: Part III de James Manera
- 2015 : Any Day de Rustam Branaman
- 2016 : Dvojníci de Jim Sonzero

#### Courts métrages
- 1988 : Alfred Jarry - Superfreak de  Gisela Ekholm, Per Ekholm
- 1999 : The Decadent Visitor de John Kovac
- 2010 : Call Me Bill de Tony Ayala
- 2017 : Lacrimosa de Tanja Mairitsch
- 2017 : When War Rings a Bell

### Télévision
- 1989 : Flickan vid stenbänken (feuilleton TV)
- 1991 : Barnens Detektivbyrå (TV)
- 1991 : Rosenholm (série TV)
- 1993 : Macklean (feuilleton TV)
- 1997 : Babies for Babies (documentaire)
- 1997 : Sunsets by Candlelight (documentaire)
- 1998 : Visions of America (documentaire)
- 1998 : Prophecies de Jeff Scheftel (documentaire)
- 1999 : L'Arbre à souhaits (The Wishing Tree) (TV)
- 2002 : Les Rats (The Rats) (TV)
- 2005 : La Force des mots (The Reading Room) (TV)
- 2006 : Le Trésor de Barbe-Noire (Blackbeard) (TV)
- 2007 : L'Empreinte du passé (While the Children Sleep) (TV)

### Jeux vidéo
- 1997 : The Last Express
- 2012 : Spec Ops: The Line

## Discographie
- 1991 : Shaman
- 2010 : Ultima Thule Suite